# Animal Crossing: Pocket Camp
Animal Crossing: Pocket Camp était un jeu vidéo mobile de simulation de vie appartenant à la série Animal Crossing. Développé par Nintendo et DeNA, il est publié le 25 octobre 2017 en Australie et le 21 novembre 2017 dans le reste du monde sur Android et iOS.
Révélé lors d'un Nintendo Direct le 25 octobre 2017, il s'agit de la quatrième application pour téléphone mobile développée par Nintendo, après Miitomo, Super Mario Run et Fire Emblem Heroes. L'application est un free-to-play, c'est-à-dire gratuite avec option d'achat d'objets facilitant la progression des joueurs.
Le jeu est arrêté le 28 novembre 2024, pour laisser place, le 2 décembre de la même année, à une version payante sans microtransactions intitulée Animal Crossing: Pocket Camp Complete.

## Système de jeu
Dans Animal Crossing: Pocket Camp, le joueur est invité à décorer un terrain de camping dont il a la charge. Le jeu est notamment orienté sur la socialisation : le joueur se lie d'amitié avec les animaux anthropomorphes du voisinage qui visitent le camping du joueur, ainsi que d'autres joueurs humains invités au hasard. Le joueur devra trouver et échanger des ressources, des insectes ou des poissons pour obtenir des récompenses aléatoires.
Pour réaliser ses quêtes, le joueur peut aller à différents endroits comme la plage et la carrière afin de chercher les ressources nécessaires. Il peut aussi rendre service à ses voisins. Grâce aux ressources et aux clochettes gagnées, le joueur peut ainsi profiter d'une nouveauté de la franchise : la fabrication du mobilier par le truchement d'un système d'artisanat opéré par le menuisier du camping. Il est aussi possible d’acheter des meubles directement au marché. Il est nécessaire d'attendre quelques heures que les fruits poussent sur les arbres, ou que les meubles commandés et améliorations soient montés et livrés. Les articles de décoration ainsi obtenus servent à décorer le terrain de camping du joueur, mais aussi son camping-car. Par ailleurs, c'est aussi en se procurant certains articles d'ameublement que de nouveaux animaux campeurs peuvent être persuadés à venir s'établir sur le terrain de camping du joueur.
Contrairement aux jeux précédents de la franchise qui cachaient la mécanique permettant de tisser des liens avec d'autres villageois, Animal Crossing: Pocket Camp l'exhibe à l'aide d'une jauge d'amitié. Cette jauge augmente en fonction du nombre de faveurs rendues, illustrant ainsi la profondeur de l'amitié qui lie le joueur à chacun des animaux campeurs. En approfondissant ainsi son amitié avec les campeurs, le joueur peut s'attendre à recevoir des matériaux, des vêtements ou des articles décoratifs pour meubler son terrain de camping.
Cette application pour appareils intelligents, bien que gratuite, comporte un guichet pour micropaiement permet de commander des meubles sans devoir préalablement trouver les ressources pour les confectionner. Cette monnaie virtuelle (tickets verts) est normalement recueillie en jeu lorsqu'un joueur rend service à un campeur, mais le joueur peut tout aussi bien se la procurer en l'achetant directement au guichet de micropaiement. En outre, un service d’abonnement forfaitaire est déployé à partir du 20 novembre 2019. Le premier forfait permet au joueur de désigner un animal pour l'assister à gérer le terrain de camping. Le second octroie aux joueurs plus d'espace de rangement ainsi que des articles exclusifs.
Animal Crossing: Pocket Camp est le tout premier opus de la saga à offrir la possibilité au joueur de modifier l'apparence physique de son avatar (et notamment sa couleur de peau) dès le début du jeu.

### Évènements récurrents
Animal Crossing: Pocket Camp table sur de nombreux évènements récurrents pour attiser l'intérêt du joueur. Ces évènements saisonnier reprennent souvent les mêmes règles de jeu, mais diffèrent de par les prix à gagner pour y avoir participé. Ces évènements inclus (sans s'y limiter) :
- Tournois de pêches
- Évènement de jardinage
- Chasse aux trésors
- Fêtes saisonnières liés à certaines traditions occidentales (par exemple Halloween ou Noël)

Ces évènements permettent en outre au joueur de se procurer des articles de décoration à disponibilité éphémère reprenant parfois l'apparence de personnages identifiés à d'autres franchises populaires : Hello Kitty!, Super Mario ou Pokémon.

## Développement
Animal Crossing: Pocket Camp est annoncé en avril 2016, aux côtés de Fire Emblem Heroes. Le jeu mobile est initialement prévu pour le début de l'année 2017, mais sa production est retardé pour prioriser la sortie de Super Mario Run. C'est finalement lors d'un Nintendo Direct consacré à l'application, diffusé le 25 octobre 2017, qu'il a été dévoilé. Il sort le même jour en Australie pour les plates-formes iOS et Android. Annoncé pour le 22 novembre, il est disponible dans le monde entier le 21 novembre 2017. L'application est régulièrement mise à jour avec du nouveau contenu pour préserver l'intérêt des amateurs depuis sa sortie.

## Accueil

### Critiques
Animal Crossing: Pocket Camp a reçu un accueil mitigé de la presse spécialisée selon l'aggrégateur de critiques Metacritic.

### Recettes
En septembre 2018, le jeu avait généré des recettes de plus de 50 millions (dollars américains).

### Réception
En quatre jours, le jeu est téléchargé plus de 5 millions de fois sur le magasin d'applications Google Play. D'après l’analyste SensorTower, le jeu aurait été téléchargé  15 millions de fois en 6 jours sur les platerformes IOS et Android.

## Controverses
En raison d'une enfreinte de la législation belge au sujet des loot boxes,, le jeu n'est plus disponible en Belgique depuis le 27 août 2019,.